# Terebratulina photina
Terebratulina photina är en armfotingsart som beskrevs av Dall 1920. Terebratulina photina ingår i släktet Terebratulina och familjen Cancellothyrididae. Inga underarter finns listade i Catalogue of Life.